# Élections fédérales canadiennes de 2015 dans les territoires du Nord canadien
Les élections fédérales canadiennes de 2015 ont lieu lieu le 19 octobre 2015 dans les Territoires du Nord-Ouest, le Yukon et le Nunavut.
Comme lors des précédentes élections, chaque territoire est représenté par un député.

## Résultats par circonscription
| Circonscription           | Candidats | Candidats                   | Candidats | Candidats                            | Candidats | Candidats                   | Candidats | Candidats                | Candidats | Candidats |  | Député sortant   |
| Circonscription           |           | Conservateur                |           | NPD                                  |           | Libéral                     |           | Vert                     |           | Autre     |  | Député sortant   |
| ------------------------- | --------- | --------------------------- | --------- | ------------------------------------ | --------- | --------------------------- | --------- | ------------------------ | --------- | --------- |  | ---------------- |
| Territoires du Nord-Ouest |           | Floyd Roland 3 481 18,35%   |           | Dennis Fraser Bevington 5 783 30,48% |           | Michael McLeod 9 172 48,34% |           | John Moore 537 2,83%     |           |           |  | Dennis Bevington |
| Nunavut                   |           | Leona Aglukkaq 2 956 24,78% |           | Jack Iyerak Anawak 3 171 26,58%      |           | Hunter Tootoo 5 619 47,11%  |           | Spencer Rocchi 182 1,53% |           |           |  | Leona Aglukkaq   |
| Yukon                     |           | Ryan Leef 4 928 24,29%      |           | Melissa Atkinson 3 943 19,43%        |           | Larry Bagnell 10 887 53,65% |           | Frank de Jong 533 2,63%  |           |           |  | Ryan Leef        |